# قريوطة أحادية السنبلة
قريوطة أحادية السنبلة (الاسم العلمي: Caryota monostachya) هو نوع نباتي يتبع جنس القريوطة من فصيلة الفوفلية.